# Messier 87
Messier 87 (M87; também chamada de Virgo A ou NGC 4486) é uma galáxia elíptica supergigante localizada na constelação de Virgem, uma das mais massivas do Universo local. Ela possui uma grande população de aglomerados globulares e um distinto jato de plasma energético que se origina em seu núcleo e estende-se por pelo menos 4,9 mil anos-luz, viajando em uma velocidade relativista. Messier 87 também é um dos pontos de rádio mais brilhantes no céu e um alvo popular para astrônomos.
Foi descoberta em 1781 pelo astrônomo francês Charles Messier, sendo inicialmente catalogada por ele como um elemento nebuloso durante uma procura por objetos que poderiam confundir caçadores de cometas. Messier 87 está a uma distância de 53 milhões de anos-luz da Terra e é a segunda galáxia mais brilhante na região norte do Aglomerado de Virgem, possuindo muitas galáxias satélite. Ela não possui nenhuma pista de poeira e tem um formato elipsoidal praticamente sem traços distintos, com a luminosidade diminuindo a medida que a distância de seu centro aumenta. Aproximadamente um sexto de sua massa consiste de estrelas em uma distribuição quase esfericamente simétrica. Sua densidade populacional diminui quanto mais longe do centro galático. No seu núcleo há um buraco negro supermassivo que forma o principal componente de seu núcleo ativo.
Messier 87 é uma grande fonte de radiação de comprimento de onda, particularmente de ondas de rádios. Seu envelope galático se estende até um raio de aproximadamente 490 mil anos-luz, onde fica truncado, possivelmente devido ao encontro com outra galáxia. Seu meio interestelar consiste de gases difusos enriquecidos por elementos emitidos por estrelas evoluídas.

## Observações
O astrônomo francês Charles Messier publicou em 1781 um catálogo de 103 objetos estelares que tinham uma aparência nebulosa, parte de uma lista que tinha a intenção de identificar objetos que poderiam ser confundidos por cometas. Cada entrada do catálogo posteriormente recebeu o prefixo "Messier" ou "M". Assim, Messier 87, ou M87, foi o octogésimo sétimo objeto listado em seu catálogo, avistado pela primeira vez em 18 de março de 1781. O objeto foi incluído na década de 1880 como NGC 4486 no New General Catalogue, um catálogo de nebulosas e aglomerados estelares compilado pelo astrônomo dinamarquês-britânico John Dreyer, que se baseou principalmente nas observações do astrônomo britânico John Herschel.
O astrônomo norte-americano Heber Doust Curtis do Observatório Lick na Califórnia percebeu em 1918 que Messier 87 não possuía uma estrutura espiral e observou um "curioso raio reto... aparentemente conectado com o núcleo por uma fina linha de matéria". Curtis também notou que o raio parecia ser mais brilhante perto da área central do objeto. Uma supernova dentro da galáxia alcançou sua magnitude fotográfica máxima de 21,5 no ano seguinte, porém este evento só foi relatado em 1922 depois do astrônomo soviético Innokentii Balanowski ter examinado as placas fotográficas.

### Identificação como galáxia
Em 1922, o astrônomo americano Edwin Hubble categorizou M87 como uma das mais brilhantes nebulosas globulares, já que não possuía estrutura espiral, mas parecia pertencer à classe das nebulosas não galácticas, assim como as nebulosas espirais. Em 1926 ele criou uma nova categorização, diferenciando as nebulosas galácticas das extragalácticas, estas sendo sistemas estelares independentes. M87 foi classificada como uma nebulosa extragaláctica elíptica sem elongação aparente (classe E0).
Em 1931, Hubble descreveu M87 como um membro do Aglomerado de Virgem, e deu uma estimativa de distância de 1,8 milhões de parsecs (5,9 milhões de anos-luz) da Terra. Naquela época M87 era a única nebulosa elíptica na qual estrelas individuais podiam ser observadas, embora foi notado que naquela distância estrelas individuais seriam indistinguíveis de aglomerados globulares. Em seu livro de 1936 The Realm of the Nebulae, Hubble examinou a terminologia da época; alguns astrônomos se referiam às nebulosas extragalácticas como galáxias externas, uma vez que eram sistemas estelares distantes da nossa galáxias, enquanto outros preferiam o termo convencional nebulosas extragalácticas, já que galáxia se referia apenas à Via Láctea. M87 continuou sendo chamada de nebulosa extragaláctica até pelo menos 1954.

### Pesquisas modernas
Em 1947, uma fonte de rádio proeminente, Virgo A, foi identificada nas mesmas coordenadas de M87. A fonte foi confirmada como sendo M87 em 1953, e o jato linear originando do centro da galáxia foi sugerido como a causa. Esse jato se estendia do núcleo a um ângulo de posição de 260° até uma distância angular de 20 segundos de arco. Em 1969–70, um componente forte dessa emissão de rádio foi encontrado alinhado com o jato.
Em 1966, o foguete Aerobee 150 do Laboratório de Pesquisa Naval dos Estados Unidos identificou Virgo X-1, a primeira fonte de raios X em Virgo. Outro foguete Aerobee lançado em julho de 1967 forneceu mais evidências de que a fonte de Virgo X-1 era a galáxia M87. Observações de raios X subsequentes pelo HEAO 1 e Observatório Einstein mostraram uma fonte complexa que inclui o núcleo galáctico ativo de M87. No entanto, as emissões de raios X não se concentram no centro da galáxia.
M87 tem sido um importante campo de teste para medir as massas de buracos negros supermassivos. Em 1978, modelamento da dinâmica estelar da distribuição de massa em M87 mostrou evidência de uma massa central de 5 bilhões de massas solares. Após a instalação do instrumento COSTAR para corrigir o espelho do Telescópio Espacial Hubble em 1993, o Faint Object Spectrograph (FOS) no Hubble foi usado para medir a velocidade de rotação do gás ionizado no centro de M87, como uma observação inicial para testar o desempenho do Hubble após os reparos. Os dados do FOS indicavam a existência de uma massa central de 2,4 bilhões de massas solares, com incerteza de 30%.
M87 foi alvo de observações pelo Event Horizon Telescope (EHT) em 2017. A edição de 10 de abril de 2019 do Astrophysical Journal Letters (vol. 875, No. 1) foi dedicada para os resultados do EHT, publicando seis artigos de acesso aberto sobre as observações. As imagens obtidas pelo EHT mostram um anel brilhante ao redor da sombra do buraco negro supermassivo no centro de M87. A imagem foi divulgada em uma conferência de imprensa em 10 de abril de 2019, a primeira imagem direta de um buraco negro.

## Visibilidade
M87 está perto da borda norte da constelação de Virgo, perto da constelação de Coma Berenices e entre as estrelas Epsilon Virginis e Denebola. A galáxia pode ser observada com um telescópio pequeno com uma abertura de 6 cm (2,4 in), estendendo-se por uma área angular de 7,2 × 6,8 minutos de arco com um brilho superficial de 12,9, incluindo um núcleo muito brilhante de 45 segundos de arco. Observar o jato é difícil sem o auxílio de fotografias. Antes de 1991, o astrônomo russo-americano Otto Struve era o único que afirmou ter visto o jato visualmente, usando o Telescópio Hooker de 254 cm (100 in) no Observatório Monte Wilson. Nos anos mais recentes ele tem sido observado por telescópios amadores grandes em condições excelentes de visualização.
Em astrofotografias de longa exposição, a galáxia se estende por mais de 30 minutos de arco (o diâmetro aparente da Lua), e sua parte mais externa é alongada e irregular, em contraste com a parte interna circular que é normalmente observada. Isso corresponde a uma extensão linear de mais de 500 000 anos-luz. M87 é observada próxima de várias outras galáxias menores, algumas de fato galáxias satélites e outras sendo apenas conjunções. As mais brilhantes dessas galáxias são NGC 4476, NGC 4478, NGC 4486A e NGC 4486B.

## Propriedades
Na classificação de Hubble modificada criada pelo astrônomo francês Gérard de Vaucouleurs, M87 é categorizada como uma galáxia E0p. "E0" significa que é uma galáxia elíptica que não apresenta nenhum achatamento e é aproximadamente esférica. O sufixo "p" indica que é uma galáxia peculiar que não se encaixa em outra classificação; nesse caso, a peculiaridade é a presença de um jato originado do núcleo. No sistema de Yerkes (Morgan), M87 é classificada como uma galáxia do tipo cD. Uma galáxia D possui um núcleo elíptico cercado por um componente grande, difuso e sem poeira. Uma galáxia supergigante do tipo D é conhecida como uma galáxia cD.
Galáxias elípticas gigantes como M87 são o resultado da fusão de várias galáxias menores. Em contraste com as galáxias espirais, elas tipicamente possuem pouco gás interestelar e são formadas principalmente por estrelas velhas, com pouca ou nenhuma formação estelar. O formato elíptico de M87 é o resultado do movimento orbital aleatório de suas estrelas, ao contrário do movimento predominante em um plano que forma o disco das galáxias espirais. Observações om o Very Large Telescope do movimento de nebulosas planetárias indicam que M87 absorveu uma galáxia espiral de tamanho médio no último bilhão de anos. Isso resultou na adição de estrelas mais jovens e azuis em M87, o que é observado como um excesso de luminosidade na região externa da galáxia. Outros eventos como esse provavelmente aconteceram ao longo da evolução de M87 e foram responsáveis pelo crescimento da galáxia até seu tamanho atual.
A distância até M87 foi estimado por várias técnicas independentes, incluindo a medição da luminosidade de nebulosas planetárias, comparação com galáxias próximas com distâncias estimadas por velas padrão como variáveis cefeidas, a distribuição de tamanho linear de aglomerados globulares, e o método da ponta do ramo das gigantes vermelhas usando estrelas gigante vermelhas individuais. Esses métodos fornecem distâncias consistentes umas com as outras, com uma média ponderada de 16,4 ± 0,5 Mpc (53,5 ± 1,6 milhões de anos-luz).
| Raio kpc | Massa ×1012 M☉ |
| 32       | 2,4            |
| 44       | 3,0            |
| 47       | 5,7            |
| 50       | 6,0            |

M87 é uma das galáxias mais massivas do Universo local. Seu diâmetro é estimado em 240 000 anos-luz, um pouco maior que o da Via Láctea. Como uma galáxia elíptica, a galáxia é esferoide ao invés de um disco, o que resulta em uma massa muito maior para M87. Dentro de um raio de 32 kpc (100 000 anos-luz), a massa contida é de (2,4 ± 0,6) × 1012 vezes a massa solar, que é o dobro da massa da Via Láctea. No total, M87 pode ter cerca de 200 vezes a massa da Via Láctea. Como é típico da maioria das galáxias, a maior parte dessa massa é matéria escura, com uma pequena fração formando estrelas: M87 tem uma razão massa para luminosidade de 6,3 ± 0,8, o que quer dizer que apenas um sexto da massa da galáxia está na forma de estrelas que irradiam energia. Essa taxa varia de 5 a 30, de forma aproximadamente proporcional a r1,7 na região de 9–40 kpc (290 00 – 130 000 anos-luz) do núcleo.
A galáxia absorve gás intergaláctico a uma taxa de 2–3 massas solares por ano, da qual a maior parte acumula na região do núcleo. O envelope estelar estendido de M87 chega a um raio de cerca de 150 kpc (490 000 anos-luz), comparado com cerca de 100 kpc (330 000 anos-luz) para a Via Láctea. Depois dessa distância a borda externa da galáxia foi limitada de alguma forma, possivelmente por um encontro com outra galáxia no passado. Existem evidências de correntes estelares no noroeste da galáxia, que podem ter sido criadas por interações com galáxias menores. Além disso, um filamento de gás quente ionizado no nordeste da galáxia pode ser o resto de uma galáxia pequena rica em gás que foi rompida por M87, e pode estar alimentado o núcleo ativo. Estima-se que M87 tenha pelo menos 50 galáxias satélites, incluindo NGC 4486B e NGC 4478.
O espectro da região central de M87 mostra as linhas de emissão de vários íons, incluindo hidrogênio (HI, HII), hélio (HeI), oxigênio (OI, OII, OIII), nitrogênio (NI), magnésio (MgII) e enxofre (SII). As linhas espectrais de átomos fracamente ionizados (como o oxigênio atômico neutro, OI) são mais intensas que as de átomos fortemente ionizados (como o oxigênio duplamente ionizado, OIII). Um núcleo galáctico com essa propriedade espectral é denominado LINER, ou "região nuclear de linhas de emissão de baixa ionização". O mecanismo que faz predominar linhas de ionização fraca em LINERs não é conhecido. Possíveis causas incluem excitação por ondas de choque do meio interestelar ou fotoionização por radiação ultravioleta da região do núcleo.

## Componentes

### Buraco negro supermassivo

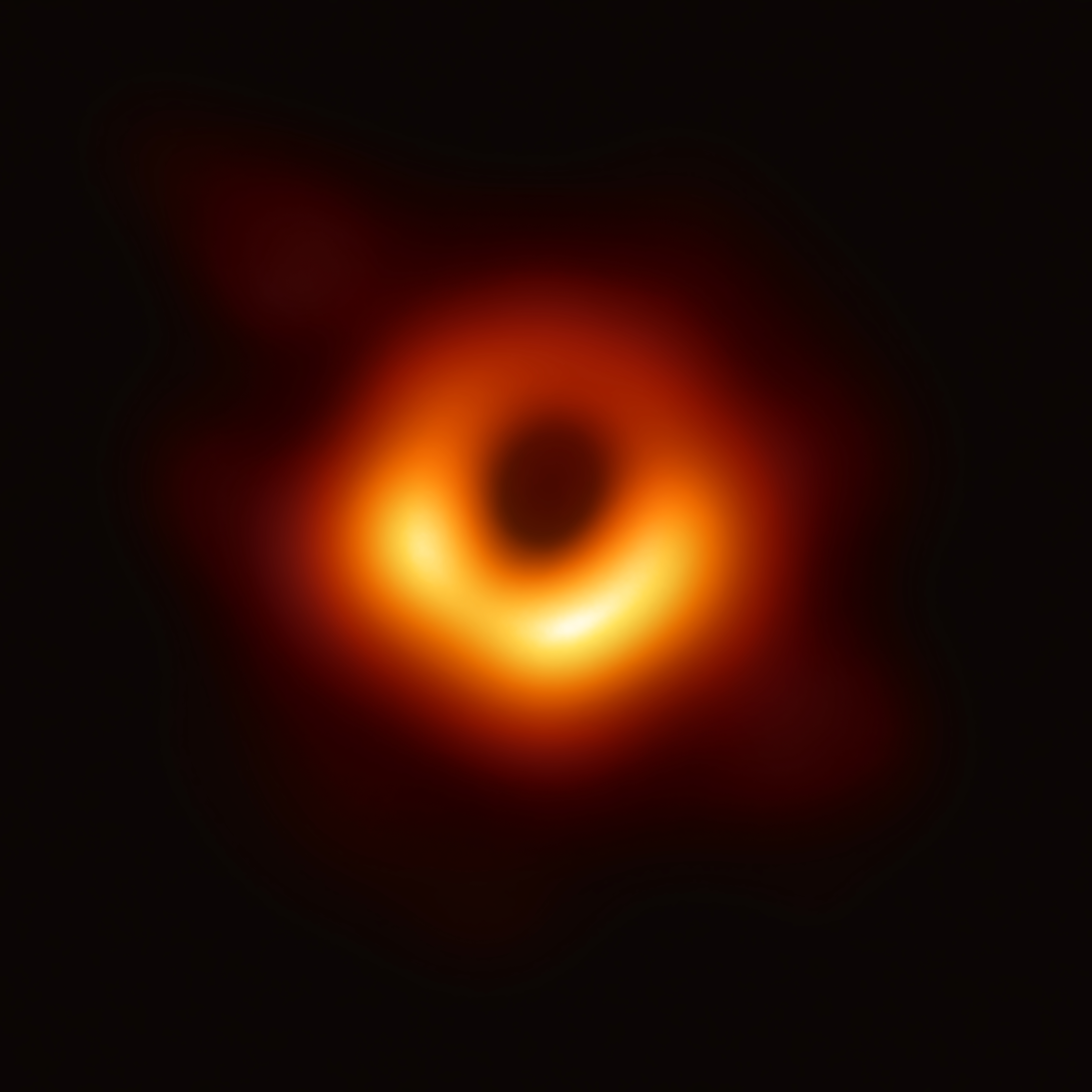
Buraco negro supermassivo no centro de M87. Imagem obtida pelo Event Horizon Telescope em ondas de rádio de 1,3 mm. A região escura central é a sombra do buraco negro e é maior que o horizonte de eventos.

O núcleo de M87 contém um buraco negro supermassivo, designado M87*, que é um dos mais buracos negros mais massivos conhecidos, com bilhões de vezes a massa solar; estimativas modernas de sua massa variam entre (3,5+0,9
−0,7)×109 M☉, com base na dinâmica do gás, até (6,6 ± 0,4)×109 M☉ a partir do movimento de estrelas. Uma massa de (6,5 ± 0,7)×109 M☉ é estimada a partir das observações do Event Horizon Telescope, comparando a imagem obtida do buraco negro com simulações teóricas. O buraco negro é cercado por um disco de gás ionizado em rotação, aproximadamente perpendicular ao jato relativístico. O disco gira com uma velocidade de rotação de até 1 000 km/s, e se estende por um diâmetro máximo de 0,12 parsecs (25 000 UA; 0,39 anos-luz). O buraco negro absorve gás por acreção a uma taxa estimada de uma massa solar a cada 10 anos (cerca de 90 massas terrestres por dia). O raio de Schwarzschild do buraco negro, que define a localização do horizonte de eventos dentro do qual nada consegue escapar, é de 0,00059 parsecs (0,0019 anos-luz), ou cerca de 120 vezes a distância da Terra ao Sol.
Um artigo de 2010, usando dados da Advanced Camera for Surveys no Telescópio Espacial Hubble, encontrou evidência de que o buraco negro está deslocado do centro da galáxia por aproximadamente 7 parsecs (23 anos-luz). Esse deslocamento foi observado na direção oposta à do jato, indicando que o buraco negro pode estar sendo acelerado pelo jato. Outra possibilidade é que a mudança de posição seja resultado da fusão de um par de buracos negros supermassivos. No entanto, um estudo de 2011 não observou nenhum deslocamento significativo, e um estudo de 2018, com base em imagens de alta resolução de M87 ao longo de 20 anos, concluiu que esse deslocamento aparente é causado por mudanças temporais no brilho do núcleo da galáxia, usado para determinar o centro de luz da galáxia.
Em abril de 2019, o buraco negro supermassivo de M87 foi o primeiro a ter uma imagem real divulgada na história. O buraco negro foi observado por um conjunto de oito radiotelescópios ao redor do mundo que juntos criaram um telescópio virtual com aproximadamente o diâmetro da Terra—o Event Horizon Telescope. Os dados obtidos em 2017 foram processados e renderizados com diversos métodos de calibração e obtenção de imagens, revelando a imagem de um anel assimétrico de emissão com uma região central escura. O anel tem um diâmetro angular de (42 ± 3)×10−6 segundos de arco, ou 0,0034 parsecs (690 UA; 0,011 anos-luz) à distância da galáxia, e corresponde a gás aquecido orbitando o buraco negro. A região escura, chamada de sombra do buraco negro, tem cerca de 2,6 vezes o tamanho do horizonte de eventos.
Da mesma forma que M87 é uma galáxia elíptica gigante que cresce incorporando outras galáxias menores, seu buraco negro supermassivo também deve crescer através da fusão com os buracos negros centrais dessas galáxias, cujas órbitas decaem por fricção dinâmica. Assim, é possível que M87* tenha um ou múltiplos buracos negros companheiros que ainda não foram absorvidos. A presença de um buraco negro companheiro próximo com mais de 7% da massa de M87* pode ser excluída pela ausência de seu sinal de ondas gravitacionais. É mais provável que os companheiros hipotéticos de M87* sejam buracos negros de massa intermediária, que possuem um tempo de decaimento maior e são encontrados no centro da maioria das galáxias absorvidas (galáxias satélites de baixa massa). Sua detecção poderia ser possível por técnicas de astrometria, medindo a posição precisa de M87* com o Event Horizon Telescope ao longo de um período de anos.

## Características

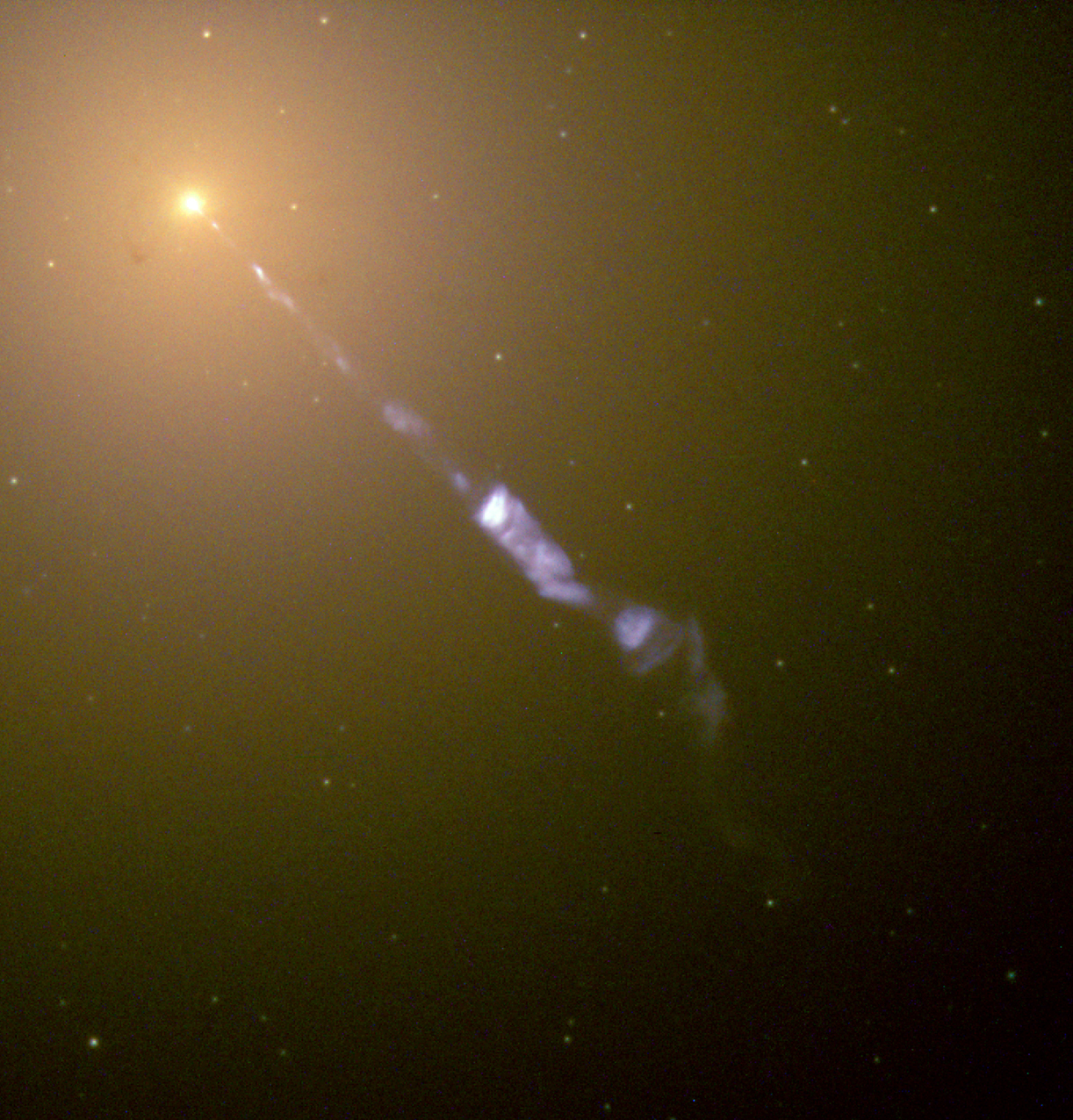
Messier 87, Telescópio Espacial Hubble

É um dos objetos mais notáveis do céu. É a galáxia dominante do aglomerado de Virgem, o maior grande grupo galáctico próximo da Terra, situado a uma distância de cerca de 60 milhões de anos-luz. M87 representa o centro do aglomerado, próximo das galáxias Messier 84 e Messier 86.
É a galáxia com o maior número de aglomerados globulares conhecidos, mais de 13 000 segundo William E. Harris, duas ordens de magnitude a mais do que o número de aglomerados da Via-Láctea, estimada entre 150 e 200.
Dentre suas características mais notáveis destaca-se um jato gigantesco de matéria que sai de seu núcleo, descoberta por Heber D. Curtis em 1918 no observatório Lick. Estende-se por mais de 8 000 anos-luz, consistida de gás ejetado de seu núcleo galáctico, emitindo uma radiação fortemente polarizada, semelhantemente à radiação síncronton, contínua na maior parte do espectro eletromagnético e azulada em fotografias de curta exposição. O gás do jato está em extrema turbulência e viaja a uma velocidade muito próxima à da luz e seus detalhes podem ser resolvidos com grandes telescópios em pontos e nuvens, de acordo com Halton Arp e Jean Lorre. Um segundo jato foi descoberto por Arp em 1966, apontando no sentido oposto, muito menos luminoso.
Também é uma forte fonte de rádio, a mais brilhante na constelação de Virgem, de acordo com Walter Baade e Rudolph Minkowski. Em seu torno existe um halo perceptível em rádio, segundo John E. Baldwin e Francis Graham-Smith. A galáxia também é uma fonte de raios-X e o ponto de emissão situa-se na periferia da galáxia, em uma nuvem estelar extremamente quente.
Seu núcleo galáctico é muito ativo e de acordo com investigações realizadas com o Telescópio Espacial Hubble, há evidências da existência de um buraco negro supermassivo com cerca de 2 a 3 bilhões de massas solares, concentrada em uma região de apenas 60 anos-luz do centro da galáxia. Em torno do objeto, há um disco de acreção em rápida rotação. Apenas uma supernova foi descoberta em M87, a SN 1919A, descoberta três anos após a explosão, em 1922, por I. Balanowski, que estimou sua magnitude aparente máxima em 11,5.